# LeJOS
leJOSはレゴマインドストームプログラマブルRCXコントローラーのファームウェアリプレイスメントである。Java仮想マシンを含むので、レゴマインドストームのロボットにJavaでプログラムを施す事が出来る。コンピュータサイエンスの初年度の学生にJavaを教える為にしばしば使われる。2001年の12月には国際宇宙ステーションにleJOSベースのロボット・Jitterが搭載された。

## 発音
leJOSと言う名はJosé Solórzanoによって考えだされ、Java Operating System (JOS)とRCXのもう一つのオペレーティングシステムであるlegOSの頭文字とスペイン語の単語「lejos」に基づいている。
leJOSはレゴマインドストームのRCXとNXTロボットにJavaのプログラミング環境を提供する。また、ナビゲーションやビヘイビアベースロボティックスのような様々な興味深い高度な機能も提供する。

## 歴史
leJOSは元々1999年にJosé SolórzanoによってTini VMとして考案され開発された。趣味的なオープンソースプロジェクトとして始まり、後に今日leJOSとして知られる物へと発展させた。多くの貢献者がプロジェクトに加わり、重要な増進を提供した。彼らの中にはBrian Bagnall、Jürgen Stuber、Paul Andrewsなど後にホセが本質的にはプロジェクトから引退した時に引き継いだ者もいた。
新しいレゴマインドストームNXTへのポートは2007年1月現在a limited feature alpha releaseとして利用できる。これはRCXのバージョンより遥かに（x15かそれぐらい）早く、より多くのメモリ、NXTの特徴の多くが利用できる。全てのNXTの特徴を可能にするにはかなりの努力が必要である。